# 東南西北

東南西北

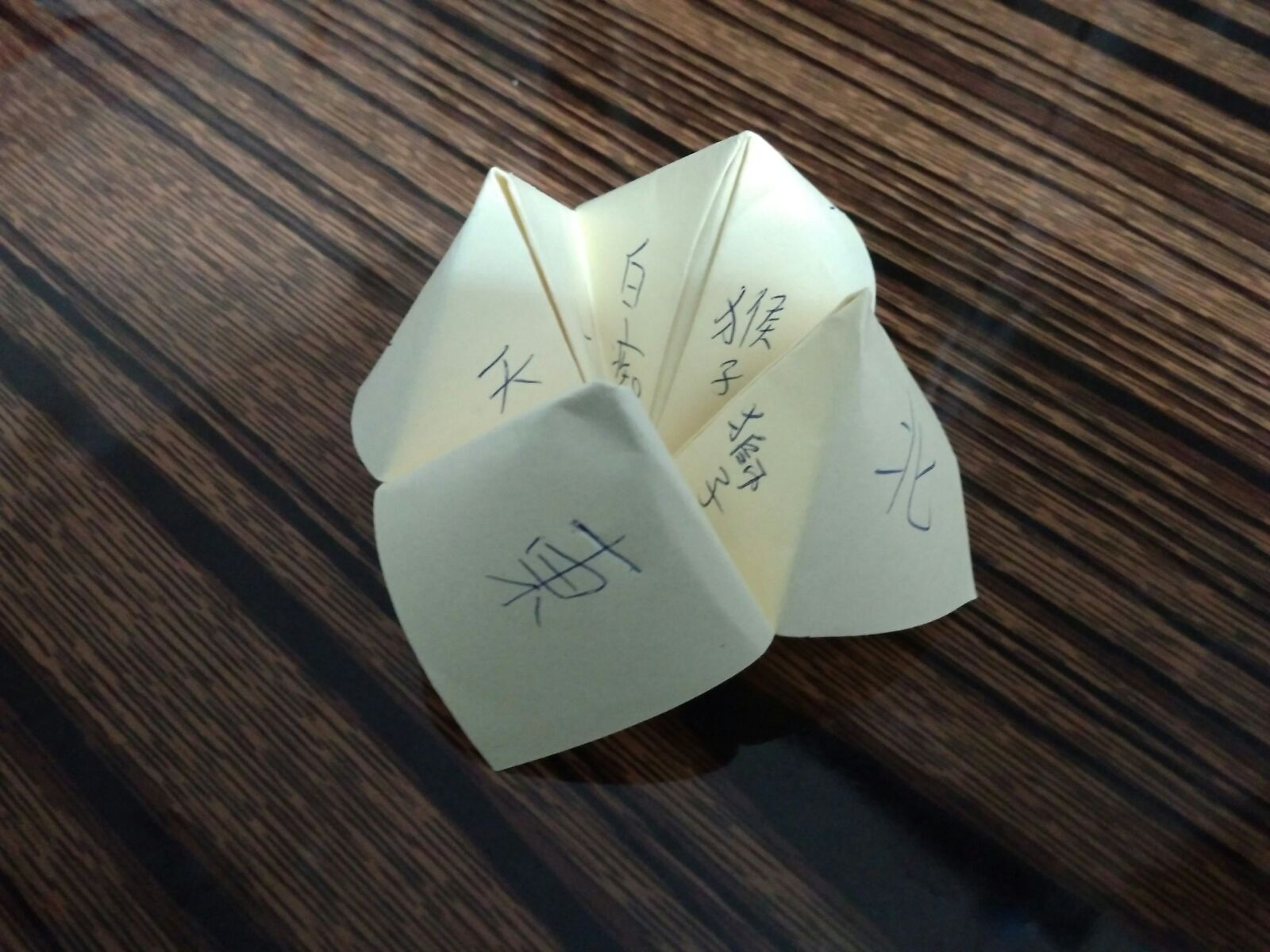
自制东南西北

東南西北是一件摺紙作品，經常被用在團康遊戲。表面寫有東、南、西、北四個方位，裡面寫有八句字，可以是任何指令。

## 玩法
主持將「東南西北」套在手上，其他玩家選擇方位，決定步數，主持將「東南西北」照指定步數向外向內開合後，玩家就要照該方位所顯示的指令去做。也有类似恶作剧的玩法，比如在各个面内写上某些事件，玩家报出方位及开合的次数，最后对应的句子即为其未来之“遭遇”。

## 其他用法

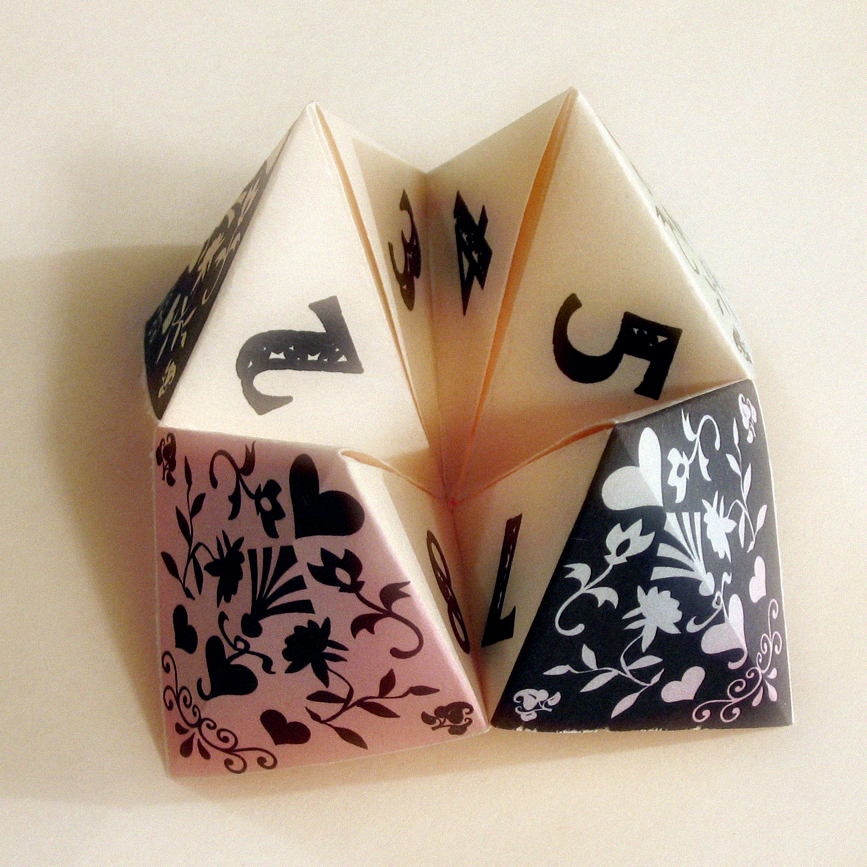
西方兒童占卜用的東南西北

在西方，這個摺紙經常使用在兒童占卜遊戲中，上面寫的不是東南西北而是占卜用的文字或數字，占卜時，玩家問的人拿著東南西北的人一個的問題，持有東南西北的人要求玩家選擇數字或顏色（東西南北上的「東西南北」被數字或顏色取代）然後照指定步數向外向內開合，步驟數可以由選定的數字或顏色之字母數決定，或持有東南西北的人複誦玩家提的問題，每念一個音節就向外或向內開合一次。當持有東南西北的人向外向內開合完畢後，玩家所選的的方位裡面寫的內容就是占卜結果。
除了用來占卜遊戲，這個形狀類似鉗子看似可以捕蟲，如蝨，因而有“蝨捕手”之稱。
在“鹽瓶”（英語：Salt cellar）名稱指的是相同的形狀不同的用途，由上往下看起來像四個格子；四個格子可用於容納一些小件食品或零嘴。

## 摺法
東南西北是一件正方形摺紙作品，因此可以使用色紙或正方形紙完成，下面列出東南西北的摺紙步驟圖：

對角線打折痕
將角摺向中心
另外三邊亦同
翻到背面
將角摺向中心
另外三邊亦同
對摺
完成

## 外部連結
- Cootie Catcher, PBS Kids
- How to Make a Cootie Catcher （页面存档备份，存于）